# Marguerite Moreau
Marguerite Moreau (Riverside, 25 de abril de 1977) es una actriz de cine y de televisión estadounidense, más conocida por sus papeles en las series Blossom y The Mighty Ducks. También ha hecho apariciones en las series de televisión Smallville, Lost, Cupido y The OC.

## Carrera
Marguerite hizo su debut en el cine a la edad de 14 años en The Mighty Ducks (1992), el papel que obtuvo fue Connie Moreau. Apareció en la serie Blossom (1994 y 1995), donde interpretaba el papel de Melanie. Ella fue estrella invitada en varias series de televisión como Boy Meets World y 3rd Rock from the Sun. Después de graduarse en Vassar College con su BA en Ciencias Políticas en 1999, realizó algunos papeles destacados. Después de protagonizar la película de culto Wet Hot American Summer, en 2002 desempeñó el papel de Jesse en la película La reina de los condenados, basada en la novela de Anne Rice.
También desempeñó el papel principal de la miniserie Ojos de fuego 2. En Firestarter 2: Rekindled (TV), interpretó el papel que realizó Drew Barrymore en la primera película, Charlie McGee. En 2003 participó en El jurado, donde actuó junto a Gene Hackman. Moreau también actuó en el mismo año en la película independiente Easy.
Volviendo a la televisión, interpretó el papel de Susan Atkins en la película Helter Skelter, sobre Charles Manson, y tuvo un papel regular en la serie Diario adolescente en la temporada de 2004-2005. Su personaje fue Monica Young, en una escuela secundaria donde la profesora tenía un romance con uno de sus alumnos.
Marguerite apareció en un episodio de Lost, actuando como Starla en "Everybody Hates Hugo", así en varios episodios de The OC, tomando el papel de Reed Carlson. Originalmente, iba a tener un papel regular en Killer Instinct de la FOX, pero su personaje fue eliminado de la serie después del primer episodio y fue reemplazado por Kristin Lehman. Ella también ha aparecido como personaje recurrente serie de ABC What About Brian. Apareció en un episodio de  la segunda temporada de Mad Men como una enigmática prostituta llamada Vicky.
En 2007 participó como estrella invitada en Ghost Whisperer como Lisa Bristow en el episodio "Derecho a morir". 
En 2009 fue una estrella invitada en el episodio piloto de la serie Cupido donde ayuda a un irlandés hombre a encontrar su "amor a primera vista". Protagonizó la película Easier with Practice del director Kyle Patrick Alvarez, junto a Brian Geraghty. También hizo una aparición en Monk, episodio "El Sr. Monk y el Perro", y en episodios de Private Practice, Hawthome y CSI: NY. Tuvo un papel secundario en la comedia Un Chihuahua de Beverly Hills
En 2010 fue invitada en dos episodios de Cinco Hermanos y tiene un papel recurrente en la serie de NBC Family.
Actualmente aparece en la serie Anatomía de Grey donde interpreta a la nueva pareja de Owen Hunt.

## Filmografía

### Film
| Año  | Título                           | Rol                          | Notas                            |
| ---- | -------------------------------- | ---------------------------- | -------------------------------- |
| 1992 | The Mighty Ducks                 | Connie Moreau                |                                  |
| 1994 | D2: The Mighty Ducks             | Connie Moreau                |                                  |
| 1995 | Free Willy 2: The Adventure Home | Julie                        |                                  |
| 1996 | D3: The Mighty Ducks             | Connie Moreau                |                                  |
| 1997 | Wag the Dog                      | Adolescente entre el público |                                  |
| 1998 | Mighty Joe Young                 | Chica en el convertible      |                                  |
| 2001 | Wet Hot American Summer          | Katie Finnerty               |                                  |
| 2001 | Rave Macbeth                     | Helena                       |                                  |
| 2002 | Queen of the Damned              | Jesse Reeves                 |                                  |
| 2003 | Two Days                         | Jennifer                     |                                  |
| 2003 | Easy                             | Jamie Harris                 |                                  |
| 2003 | Runaway Jury                     | Amanda Monroe                |                                  |
| 2004 | Off the Lip                      | Kat Shutte                   |                                  |
| 2008 | The Uninvited                    | Lee                          |                                  |
| 2008 | Beverly Hills Chihuahua          | Blair                        |                                  |
| 2009 | Ingenious                        | Cinda                        | Originalmente titulada Lightbulb |
| 2009 | Wake                             | Lila                         |                                  |
| 2009 | Easier with Practice             | Samantha                     |                                  |
| 2009 | Bullfighter                      | Cheyenne Kincade             | Corto                            |
| 2010 | Douchebag                        | Steph                        |                                  |
| 2010 | Hip                              | Chica hipster                | Corto                            |
| 2011 | Life Happens                     | Pauline                      |                                  |
| 2012 | Caroline and Jackie              | Caroline                     |                                  |
| 2015 | Moments of Clarity               | Maryanna                     |                                  |
| 2016 | Inconceivable                    | Jess                         | También conocida como Deadly Ex  |
| 2018 | You Can't Say No                 | Alex Murphy                  |                                  |
| 2019 | Paddleton                        | Kiersten                     |                                  |
| 2019 | Into the Ashes                   | Tara Brenner                 |                                  |
| 2020 | Monuments                        | Laura Daniels                |                                  |

### Televisión
| Año       | Título                                            | Rol                           | Notas                                                     |
| --------- | ------------------------------------------------- | ----------------------------- | --------------------------------------------------------- |
| 1991      | The Wonder Years                                  | Julie                         | Episodio: "The Candidate"                                 |
| 1991      | Brooklyn Bridge                                   | Mary Margaret                 | Episodios: "When Irish Eyes Are Smiling", "Dinner at Six" |
| 1993      | Almost Home                                       | Kimberly                      | Episodio: "Dueling Birthdays"                             |
| 1994      | Boy Meets World                                   | Gail / Rebecca                | Episodios: "Back 2 School", "Pairing Off"                 |
| 1994–1998 | The Secret World of Alex Mack                     | Libby                         | Episodios: "False Alarms", "Paradise Lost"                |
| 1994–1995 | Blossom                                           | Melanie                       | 3 episodios                                               |
| 1995      | Amazing Grace                                     | Jenny Miller                  |                                                           |
| 1996      | Second Noah                                       | Megan Robinson                | Episodio: "Dreamboat"                                     |
| 1998      | 3rd Rock from the Sun                             | Tina                          | Episodio: "Auto Eurodicka"                                |
| 1998      | My Husband's Secret Life                          | Eileen Sullivan               | Film para TV                                              |
| 2000      | Wall to Wall Records                              | Desconocido                   | Film para TV                                              |
| 2002      | Firestarter: Rekindled                            | Charlene 'Charlie' McGee      | Film para TV                                              |
| 2002      | Smallville                                        | Carrie Castle                 | Episodio: "Drone"                                         |
| 2002      | The Locket                                        | Faye Murrow                   | Film para TV                                              |
| 2004      | Helter Skelter                                    | Susan 'Sadie' Atkins          | Film para TV                                              |
| 2004      | Sucker Free City                                  | Jessica Epstein               | Film para TV                                              |
| 2004–2005 | Life as We Know It                                | Monica Young                  | Rol protagónico                                           |
| 2005      | The O.C.                                          | Reed Carlson                  | 4 episodios                                               |
| 2005      | Killer Instinct                                   | Detective Ava Lyford          | Episodio: "Pilot"                                         |
| 2005      | Lost                                              | Starla                        | Episodio: "Everybody Hates Hugo"                          |
| 2006      | What About Brian                                  | Suzanne                       | Recurrente, 6 episodios                                   |
| 2007      | Ghost Whisperer                                   | Lisa Bristow                  | Episodio: "Dead to Rights"                                |
| 2008      | The Consultants                                   | June                          | Film para TV                                              |
| 2008      | Mad Men                                           | Vicky                         | Episodio: "Three Sundays"                                 |
| 2008      | Life                                              | Betsy Bournes                 | Episodio: "The Business of Miracles"                      |
| 2009      | Cupid                                             | Madelyn                       | Episodio: "Pilot"                                         |
| 2009      | Hawthorne                                         | Faye                          | Episodio: "Night Moves"                                   |
| 2009      | Monk                                              | Amanda Castle                 | Episodio: "Mr. Monk and the Dog"                          |
| 2009      | CSI: NY                                           | Louise Dukes                  | Episodio: "Cuckoo's Nest"                                 |
| 2009      | Private Practice                                  | Lynn Jarvis                   | Episodio: "Sins of the Father"                            |
| 2010      | Brothers & Sisters                                | Gallery Owner / Ginny Lawford | Episodios: "A Valued Family", "Leap of Faith"             |
| 2010      | Parenthood                                        | Katie                         | 4 episodios                                               |
| 2011–2013 | Shameless                                         | Linda                         | Recurrente                                                |
| 2011      | In Plain Sight                                    | Cici                          | Episodio: "I'm a Liver not a Fighter"                     |
| 2012      | Playdate                                          | Emily Valentine               | Film para TV                                              |
| 2013      | Grey's Anatomy                                    | Dra. Emma Marling             | Recurrente, 7 episodios                                   |
| 2015      | Wet Hot American Summer: First Day of Camp        | Katie Finnerty                | Protagónico                                               |
| 2016      | The People v. O. J. Simpson: American Crime Story | Laura McKinney                | Episodio: "Manna from Heaven"                             |
| 2016      | Love Always, Santa                                | Celia Banks                   | Film para TV                                              |
| 2017      | Wet Hot American Summer: Ten Years Later          | Katie Finnerty                | Protagónico                                               |
| 2017      | Ex-Wife Killer                                    | Josie                         | Film para TV                                              |
| 2018      | Overexposed                                       | Sheila Prescott               | Film para TV                                              |
| 2018      | A Night to Regret                                 | Beverly Bilson                | Film para TV                                              |
| 2018      | Tell Me a Story                                   | Abby Powell                   | Episode: "Truth"                                          |
| 2019      | The Birch                                         | Rachel Bouchard               | Recurrente                                                |
| 2021      | The Mighty Ducks: Game Changers                   | Connie Moreau                 | Episodio: "Spirit of the Ducks"                           |